# Hôtel d'Ostein
L'Hôtel d'Ostein est un hôtel particulier de Mayence, construit de 1747 à 1752 par Johann Valentin Thoman (1695-1777) pour le haut fonctionnaire Franz Wolfgang Damian von Ostein, frère du prince électeur Jean-Frédéric-Charles d'Ostein (1689-1763).
Au cours de la Révolution française, Mayence devient la capitale du département de Mont-Tonnerre avec préfet André Jeanbon Saint André.
Le clergé et l'aristocratie ont été expropriés et se sont enfuis. L'hôtel est alors devenu bien national. L'ancien hôtel particulier dans le centre historique de Mayence servi jusqu'au 31 mars 2014  comme commandant du site de la Bundeswehr et siège du Cercle des Officiers de Mayence. L'object est possédée aujourd'hui par la “Osteiner Hof Entwicklungsgesellschaft” (societe de développement immobilière Osteiner Hof).
Chaque année, le 11 novembre (11) à 11 heures 11, la campagne du carnaval débute avec la lecture des onze lois du carnaval par le maire, depuis le grand balcon du palais.

## Illustrations

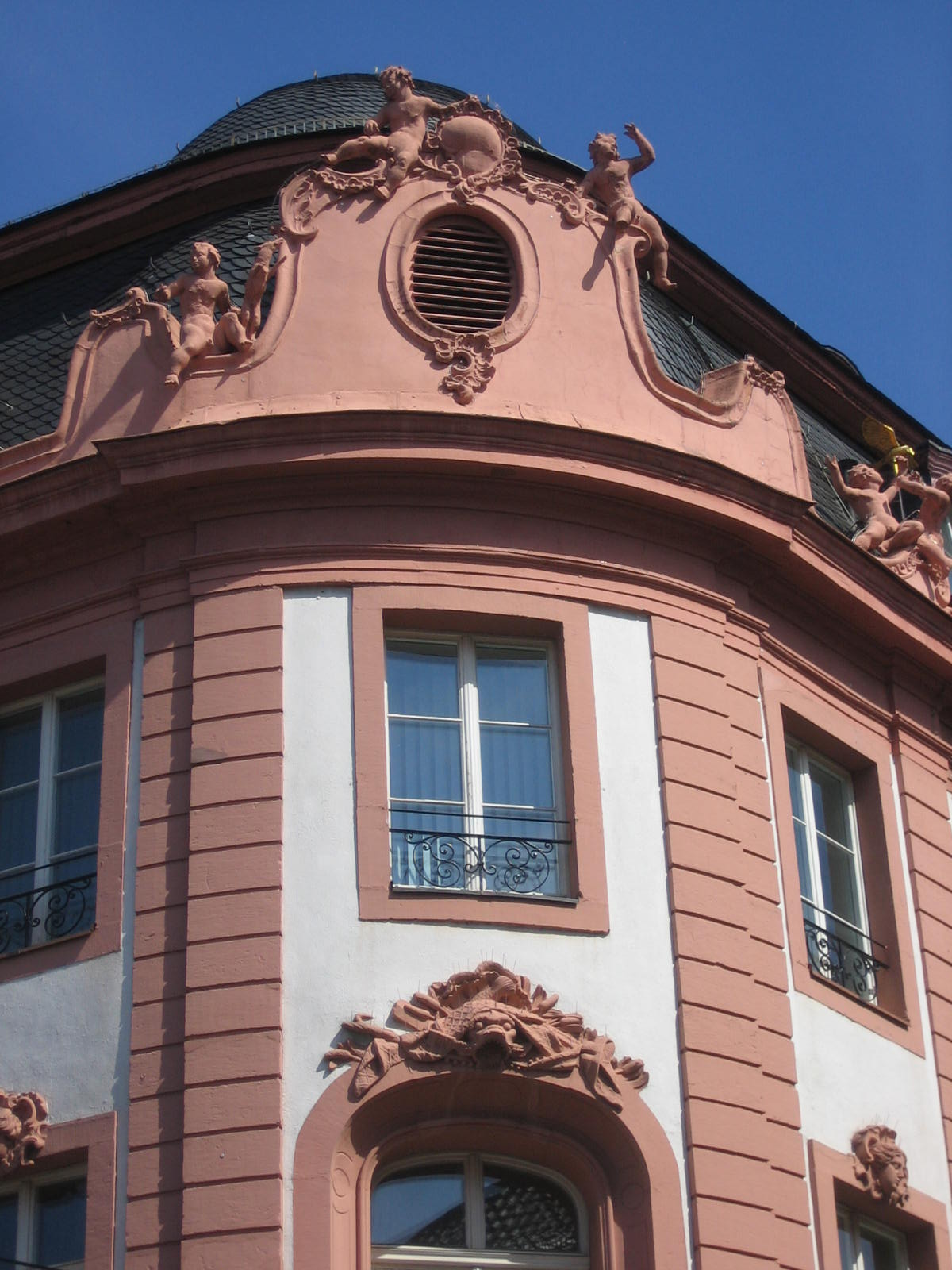
Détail
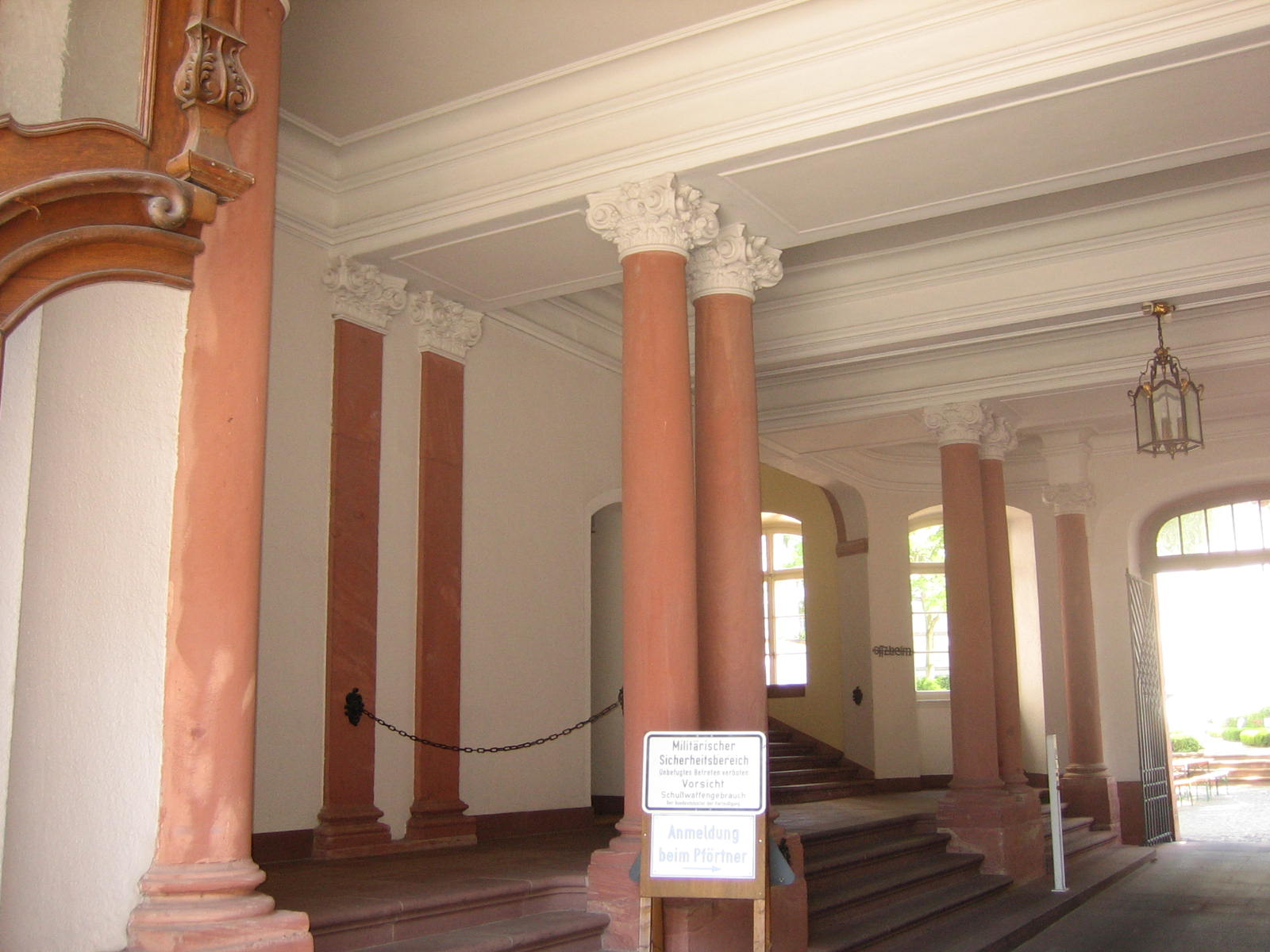
Cage d'escalier du Palais Ostein
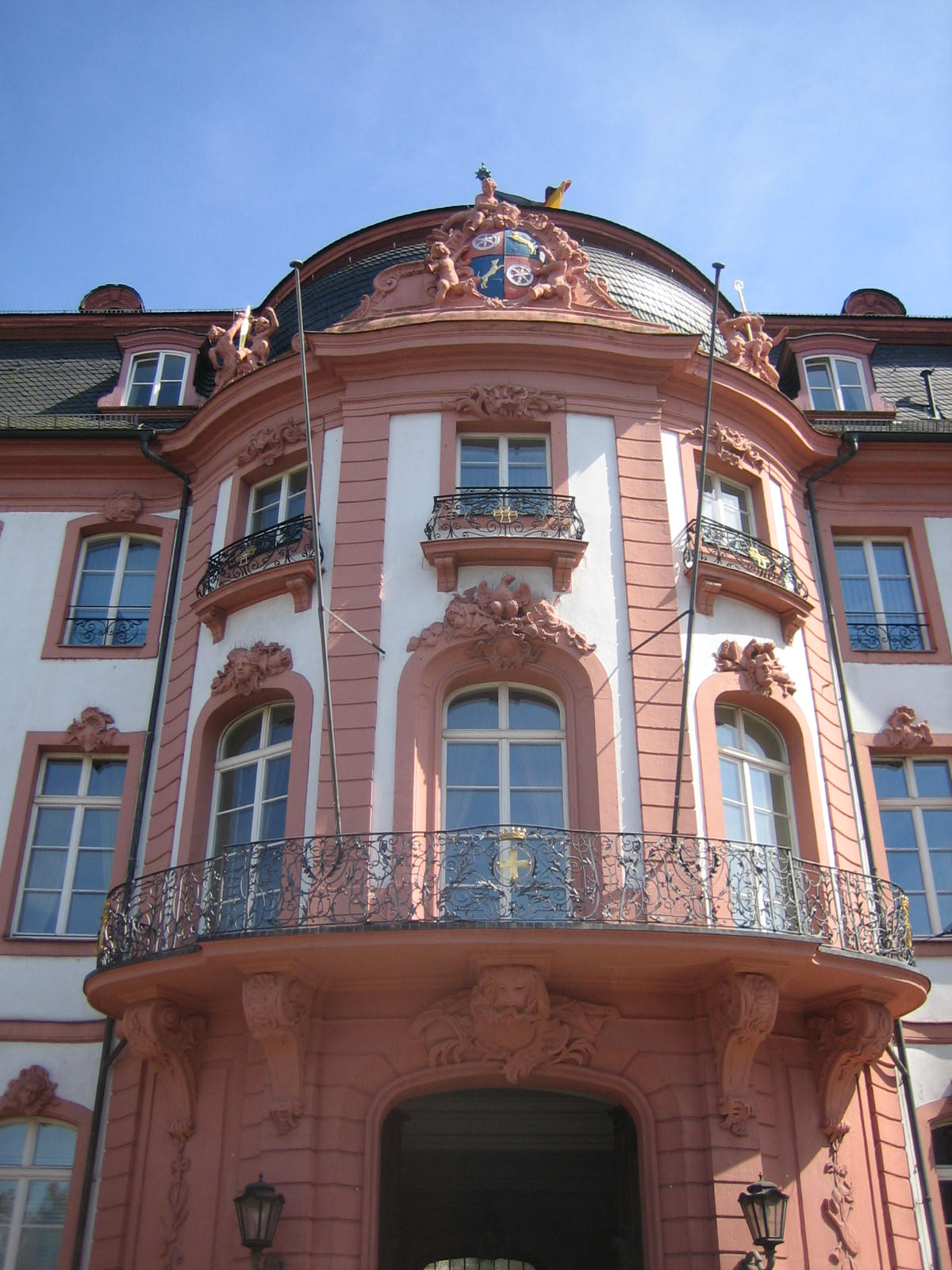
Partie centrale du Palais Ostein avec le grand balcon
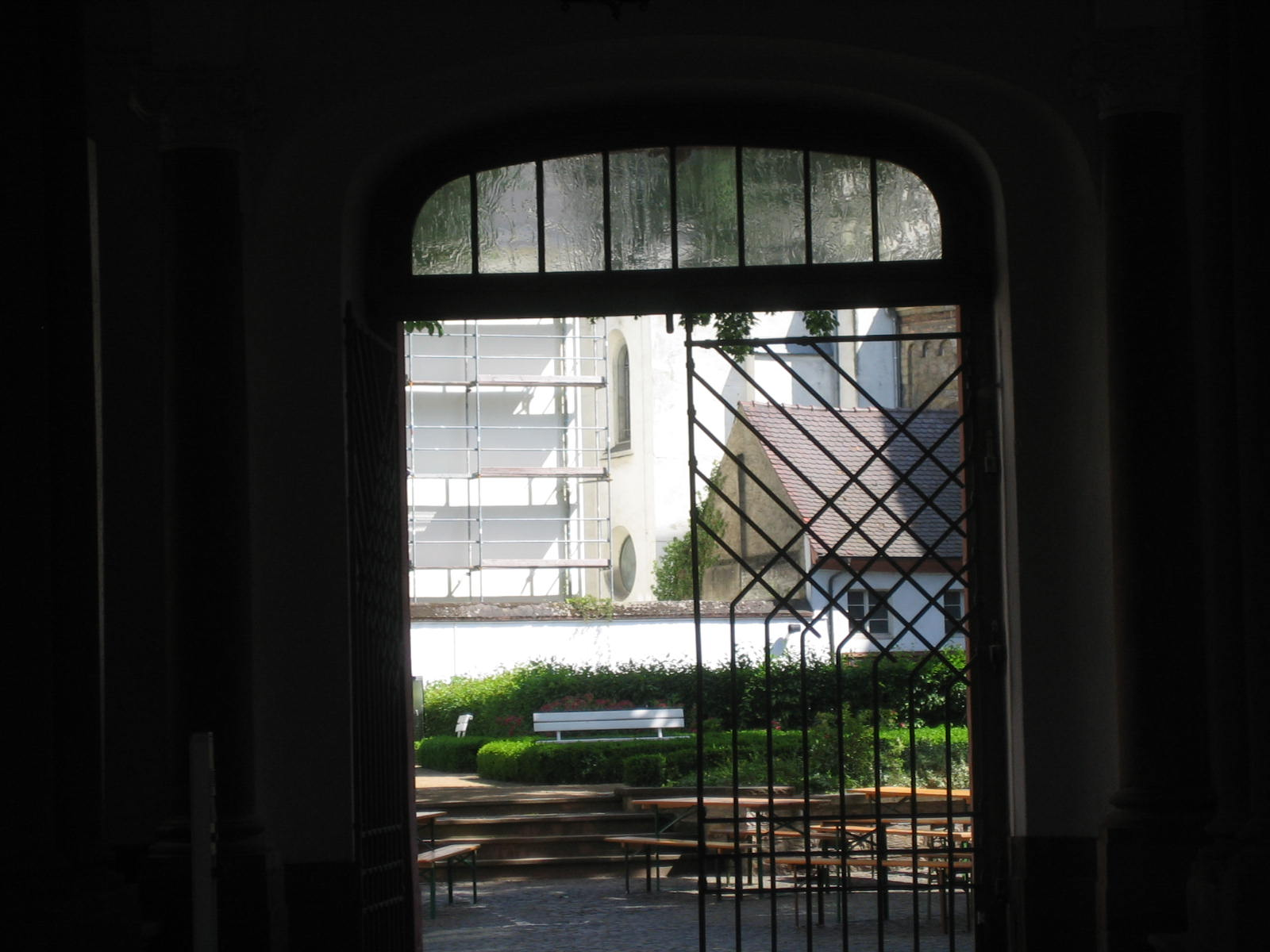
Vue sur le traversée centrale et le jardin
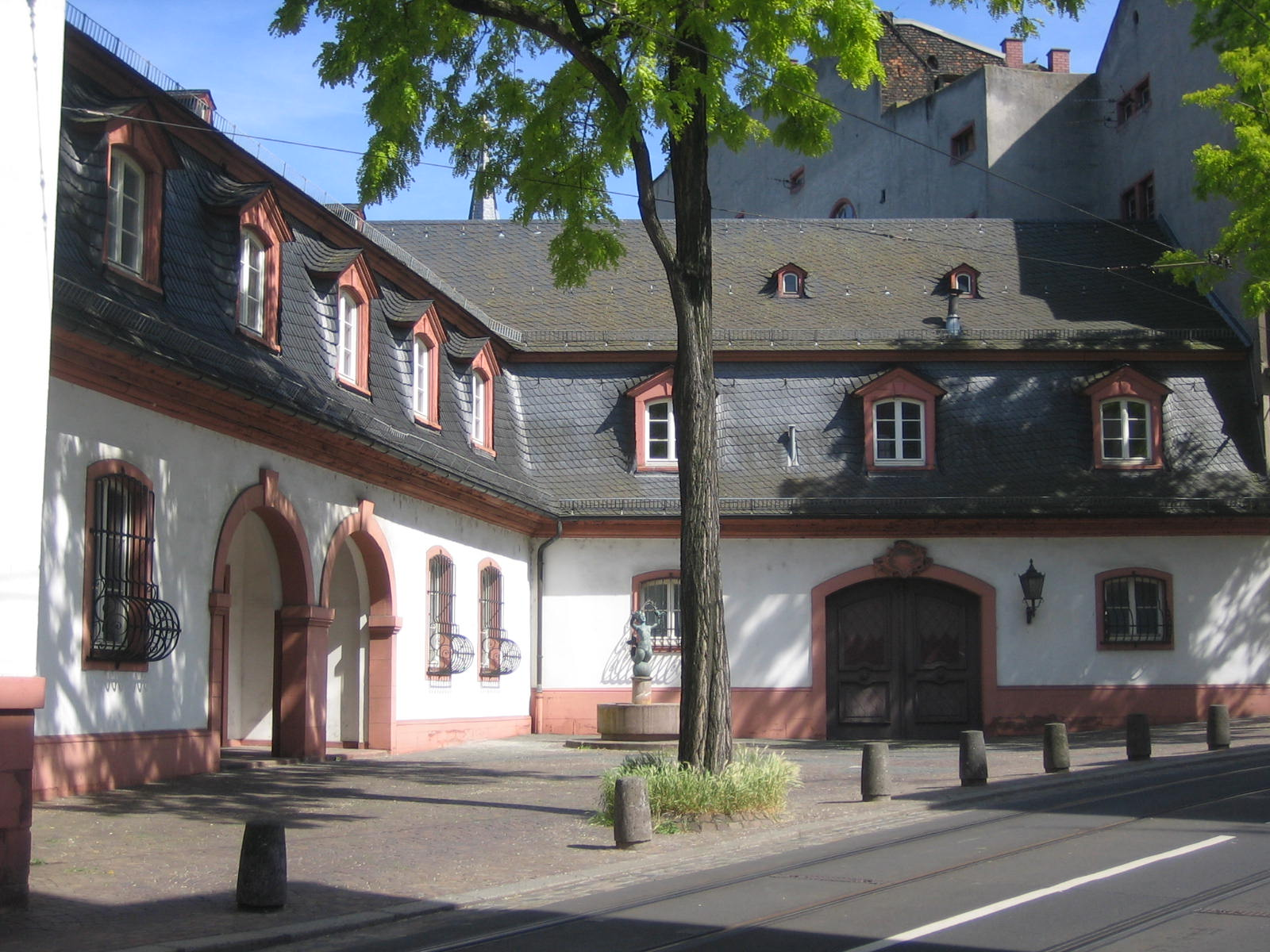
Entrée sud
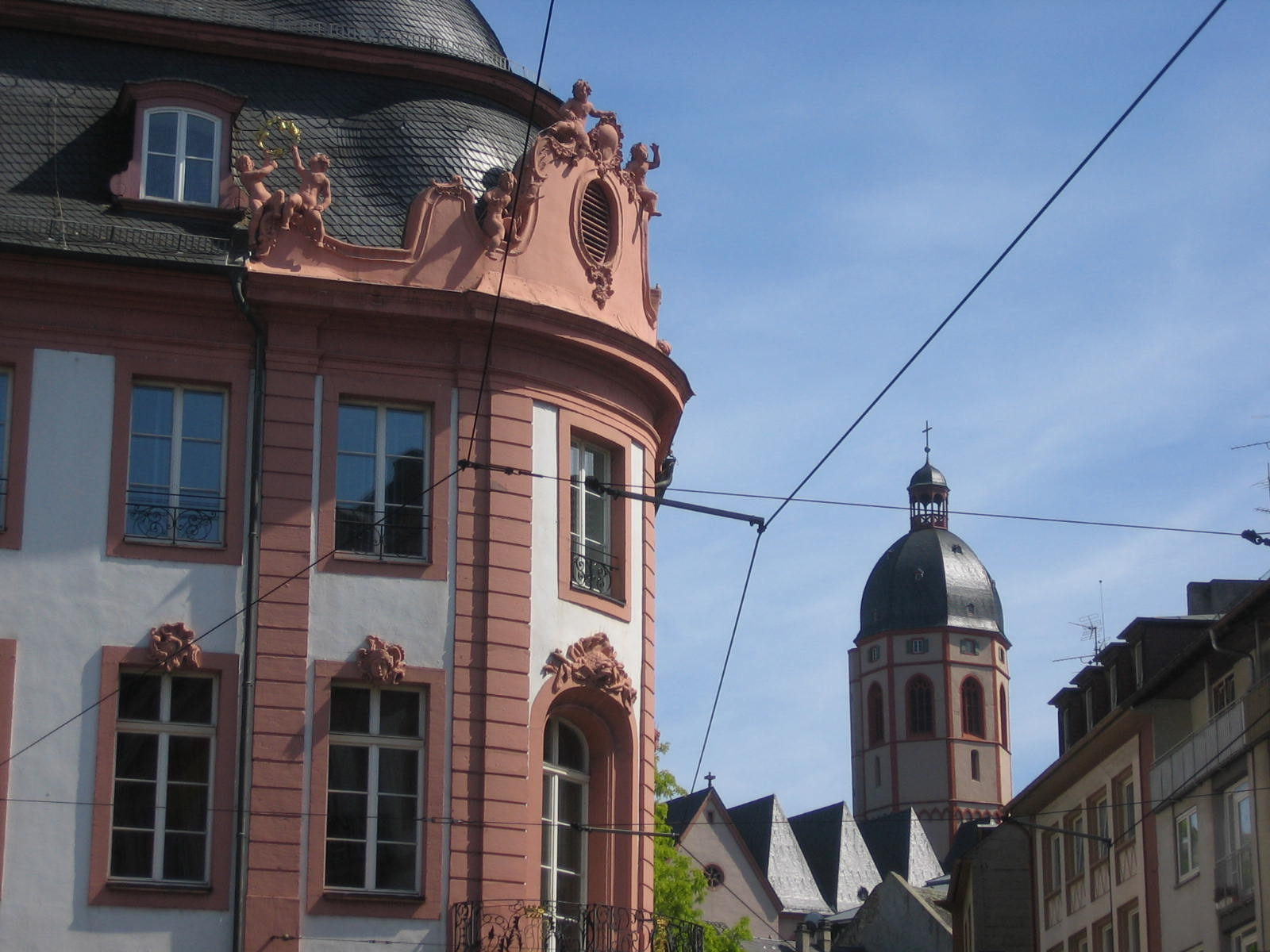
Palais Ostein et clocher de St Stefan